# 非宪政民主
非宪政民主（英語：Non-constitutional Democracy）又称非宪政式民主，与宪政民主相对，是民主政治的一种形式，意指一种没有宪政规则或者或者不遵循宪政规则的政府组织形式。简言之就是缺乏宪政约束的民主。对于公民而言，这样的政府不可预测，它们可能会侵犯个人权利而不受惩罚。